# Uwe Kliemann
Uwe Kliemann (ur. 30 czerwca 1949 w Berlinie) – niemiecki piłkarz występujący na pozycji obrońcy.

## Kariera klubowa
Kliemann zawodową karierę rozpoczynał w 1968 roku w Hercie Zehlendorf, grającej w Stadtlidze Berlin. W 1970 roku trafił do pierwszoligowego Rot-Weiß Oberhausen. W Bundeslidze zadebiutował 15 sierpnia 1970 w zremisowanym 2:2 meczu z MSV Duisburg. 6 listopada 1971 w zremisowanym 1:1 spotkaniu z Eintrachtem Brunszwik strzelił pierwszego gola w trakcie gry w Bundeslidze.
W 1972 roku odszedł do Eintrachtu Frankfurt, również grającego w Bundeslidze. Pierwszy ligowy mecz zaliczył tam 16 września 1972 przeciwko Hamburgerowi SV (2:1). W 1974 roku zdobył z klubem Puchar Niemiec.
W tym samym roku podpisał kontrakt z innym pierwszoligowym zespołem – Herthą BSC. Zadebiutował tam 24 sierpnia 1974 w zremisowanym 3:3 ligowym pojedynku z Fortuną Düsseldorf, w którym zdobył także bramkę. W 1975 roku wywalczył z klubem wicemistrzostwo Niemiec. W 1977 oraz 1979 roku wystąpił z Herthą w finale Pucharu Niemiec, jednak w obu przypadkach przegrywała ona tam swoje spotkania. W 1980 roku został graczem Arminii Bielefeld, także występującej w Bundeslidze. W 1981 roku zakończył karierę, nie rozgrywając żadnego meczu dla Arminii.

## Kariera reprezentacyjna
Kliemann rozegrał jedno spotkanie w reprezentacji Niemiec. Był to towarzyski mecz przeciwko Holandii (1:1) rozegrany 17 maja 1975.

## Kariera trenerska
Po zakończeniu kariery Kliemann był trenerem Herthy Berlin, z którą zajął 15. miejsce w 2. Bundeslidze w sezonie 1984/1985. Potem był także szkoleniowcem klubu SpVgg Bayreuth.